# Area rigorosamente protetta del Grande Gobi A
L'area rigorosamente protetta del Grande Gobi A è una riserva naturale del deserto del Gobi, situata nella parte sud-occidentale della Mongolia, presso il confine con la Cina. Sempre nel Gobi, più ad ovest, si trova una riserva simile - l'area rigorosamente protetta del Grande Gobi B. Entrambe le riserve costituiscono una sola unità, l'area rigorosamente protetta del Grande Gobi, con una superficie complessiva di 53.000 km². Il Grande Gobi A è uno degli ultimi rifugi per alcune specie seriamente minacciate, come il cammello selvatico e l'orso del Gobi.

## Geografia
Il Grande Gobi A è situato nella parte sud-occidentale della Mongolia in una zona arida del deserto del Gobi. Qui l'ambiente è dominato dal deserto e dalla steppa desertica. Il Grande Gobi A è caratterizzato da un clima generalmente più arido del Grande Gobi B. Assieme a quest'ultimo, la riserva venne istituita nel 1975 ed entrambe furono dichiarate riserva della biosfera dalle Nazioni Unite nel 1991. Con una superficie totale di circa 46.369 km², è una delle aree protette più grandi del mondo. Il quartier generale della riserva si trova a Bayantooroi, un insediamento situato 20 km a nord di essa.

## Clima
Il clima è estremamente continentale. Nel Gobi le temperature possono scendere fino a -40 °C in inverno e salire fino a 40 °C in estate. Con una piovosità annua media di circa 100 mm, il clima è estremamente arido.

## Fauna
La riserva costituisce un importante rifugio per alcuni grandi mammiferi in pericolo di estinzione, come il cammello selvatico (Camelus ferus), l'orso del Gobi (Ursus arctos gobiensis), il leopardo delle nevi (Panthera uncia), l'argali (Ovis ammon) e l'asino selvatico della Mongolia (Equus hemionus hemionus). La riserva è particolarmente importante soprattutto per la sopravvivenza del cammello selvatico, in quanto è una delle uniche tre località in cui è presente questo raro animale. A causa della sua posizione remota e delle grandi dimensioni della riserva, è difficile stimare quanti esemplari siano presenti o se la popolazione sia in aumento o in diminuzione. Il numero di individui nella riserva è stato stimato tra le 350 e le 1950 unità. Il lupo (Canis lupus), anch'esso presente nella riserva, potrebbe costituire una minaccia per i giovani esemplari. Tuttavia, le conseguenze della predazione sulla popolazione di cammelli selvatici non sono ancora ben note.
A venti chilometri dalla riserva si trova il centro di riproduzione dei cammelli selvatici di Zakhyn Us, fondato nel 2000 a partire da 12 esemplari selvatici che erano stati catturati dai mandriani mongoli. Nel 2014 il centro ospitava 22 esemplari e nel 2013 due maschi adulti muniti di collari satellitari sono stati rilasciati nella riserva. Uno di essi ha fondato un proprio branco assieme a cinque femmine selvatiche. Il centro di riproduzione, finanziato dalla Wild Camel Protection Foundation e amministrato dal direttore del Grande Gobi A, ricopre una superficie di 40 ettari.